# اینترکانتیننتال مسکو
اینترکانتیننتال مسکو (انگلیسی: InterContinental Warsaw) ساختمان ۴۵ طبقه با کاربری هتل، مستقر در شهر ورشو، لهستان است، که در سال ۲۰۰۳ احداث گردید.